# Skulica obrzeżona
Skulica obrzeżona (Glomeris marginata) – gatunek dwuparca z rzędu skulic i rodziny skulicowatych.
Samice osiągają od 8 do 20 mm długości i do 8 mm szerokości i mają 17 par odnóży. Samce mają od 7 do 15 mm długości i 19 par odnóży. Grzbietową stronę tułowia tych skulic pokrywa 12 silnie łukowato wygiętych tergitów. Ich ubarwienie jest błyszcząco czarne, rzadziej brązowe, czerwone czy żółte. Zagrożone zwijają się w zwartą kulkę.
Zasiedla m.in. lasy bukowe i tereny nizinne o gliniastym podłożu. Występuje w ściółce, gdzie żywi się głównie starym listowiem w zaawansowanym stadium rozkładu. W ogrodach spotykana jest przede wszystkim u nasady starych murów, gdzie odpadająca zaprawa zwiększa zawartość wapna w glebie. Skulice te dożywają do 11 lat.